# Gwiazdy polskiej muzyki lat 80. – vol. 2 (album TSA)
Gwiazdy polskiej muzyki lat 80. – vol. 2 – album kompilacyjny zespołu TSA wydany w 2007 roku jako dodatek do gazety. Zawiera 14 przebojów grupy z lat 1983-1986. Do albumu jest dołączona 24 stronicowa książeczka zawierająca krótką historię zespołu, wywiad z wokalistą Markiem Piekarczykiem oraz kalendarium zespołu. Książeczka opatrzona jest fotografiami zespołu. Płyta pochodzi z kolekcji Dziennika i jest dwudziestą ósmą częścią cyklu „Gwiazdy polskiej muzyki lat 80.”.

## Spis utworów
źródło:.
1. „Twoje sumienie” (muz. Janusz Niekrasz, Marek Piekarczyk – sł. Jacek Rzehak, Marek Piekarczyk) – 3:38
2. „Na co cię stać?” (muz. Stefan Machel – sł. Jacek Rzehak) – 4:14
3. „Wyciągam swoją dłoń” (muz. Marek Piekarczyk, Stefan Machel – sł. Jacek Rzehak, Marek Piekarczyk) – 4:37
4. „Mechaniczny pies” (muz. Marek Piekarczyk, Antoni Degutis – sł. Marek Piekarczyk) – 3:50
5. „Pierwszy karabin” (muz. Marek Piekarczyk, Stefan Machel – sł. Marek Piekarczyk) – 4:15
6. „Nocny sabat” (muz. Andrzej Nowak, Marek Piekarczyk – sł. Jacek Rzehak) – 3:03
7. „51” (muz. Andrzej Nowak, Marek Piekarczyk – sł. Jacek Rzehak) – 5:11
8. „Bez podtekstów” (muz. Andrzej Nowak – sł. Jacek Rzehak, Marek Piekarczyk) – 4:56
9. „Heavy metal świat” (muz. Stefan Machel – sł. Jacek Rzehak, Marek Piekarczyk) – 4:49
10. „Trzy zapałki” (muz. Andrzej Nowak, Marek Piekarczyk – sł. Jacques Prévert, tł. Konstanty Ildefons Gałczyński) – 5:08
11. „Jeden kroczek” (muz. Stefan Machel – sł. Jacek Rzehak, Marek Piekarczyk) – 4:22
12. „TSA pod Tatrami” (muz. Janusz Niekrasz, Marek Piekarczyk – sł. Marek Piekarczyk) – 1:01
13. „Maratończyk” (muz. TSA – sł. Jacek Rzehak, Marek Piekarczyk) – 4:15
14. „Jestem głodny” (muz. Stefan Machel, Marek Piekarczyk – sł. Jacek Rzehak, Marek Piekarczyk) – 4:03